# بنی ملیک (الجزایر)
بنی ملیک (الجزایر) (به عربی: بنی ملیک) یک شهرداری در الجزایر است که در استان تیپازه واقع شده‌است.